# Tarik Bouguetaïb
Tarik Bouguetaib (né le 30 avril 1981) est un athlète marocain spécialiste du saut en longueur et du triple saut. Il est l'actuel détenteur du record d'Afrique du triple saut avec 17,37 m, établis le 14 juillet 2007 à Khémisset.

## Palmarès
- Championnats d'Afrique d'athlétisme 2006 :
  -  Médaille d'or au triple saut